# Allemagne aux Jeux olympiques d'hiver de 2002
L'Allemagne participe aux Jeux olympiques d'hiver de 2002 à Salt Lake City aux États-Unis du 8 au 24 février 2002. Il s'agit de sa huitième participation à des Jeux d'hiver.
La délégation allemande est composée de 157 athlètes: 88 hommes et 69 femmes.

## Liste des médaillés
| Sport                  | Discipline              | Athlète(s)                                                        |
| Médaille d'or : 12     |                         |                                                                   |
| Biathlon               | Sprint femmes           | Kati Wilhelm                                                      |
| Biathlon               | Individuel femmes       | Andrea Henkel                                                     |
| Biathlon               | Relais femmes           | Katrin Apel Uschi Disl Andrea Henkel Kati Wilhelm                 |
| Bobsleigh              | Bob à deux hommes       | Christoph Langen Markus Zimmerman                                 |
| Bobsleigh              | Bob à quatre hommes     | Andre Lange Kevin Kuske Enrico Kuehn Carsten Embach               |
| Ski de fond            | Relais 4 ×5 km femmes   | Manuela Henkel Viola Bauer Claudia Künzel Evi Sachenbacher-Stehle |
| Luge                   | Simple femmes           | Sylke Otto                                                        |
| Luge                   | Double hommes           | Patric-Fritz Leitner et Alexander Resch                           |
| Saut à ski             | Équipes hommes          | Sven Hannawald Stephan Hocke Michael Uhrmann Martin Schmitt       |
| Patinage de vitesse    | 1 500 m femmes          | Anni Friesinger                                                   |
| Patinage de vitesse    | 3 000 m femmes          | Claudia Pechstein                                                 |
| Patinage de vitesse    | 5 000 m femmes          | Claudia Pechstein                                                 |
| Médaille d'argent : 16 |                         |                                                                   |
| Biathlon               | Sprint hommes           | Sven Fischer                                                      |
| Biathlon               | Individuel hommes       | Frank Luck                                                        |
| Biathlon               | Sprint femmes           | Uschi Disl                                                        |
| Biathlon               | Poursuite femmes        | Kati Wilhelm                                                      |
| Biathlon               | Relais hommes           | Ricco Groß Peter Sendel Sven Fischer Frank Luck                   |
| Bobsleigh              | Bob à deux femmes       | Ulrike Holzner Sandra Prokoff                                     |
| Ski de fond            | 1,5 km sprint hommes    | Peter Schlickenrieder                                             |
| Ski de fond            | 1,5 km sprint femmes    | Evi Sachenbacher-Stehle                                           |
| Luge                   | Simple hommes           | Georg Hackl                                                       |
| Luge                   | Simple femmes           | Barbara Niedernhuber                                              |
| Saut à ski             | Petit tremplin hommes   | Sven Hannawald                                                    |
| Patinage de vitesse    | 500 m femmes            | Monique Enfeldt-Garbrecht                                         |
| Patinage de vitesse    | 1 000 m femmes          | Sabine Völker                                                     |
| Patinage de vitesse    | 1 500 m femmes          | Sabine Völker                                                     |
| Combiné nordique       | Sprint hommes           | Ronny Ackermann                                                   |
| Combiné nordique       | Équipes hommes          | Ronny Ackermann Georg Hettich Marcel Höhlig Björn Kircheisen      |
| Médaille de bronze : 8 |                         |                                                                   |
| Biathlon               | Poursuite hommes        | Ricco Groß                                                        |
| Bobsleigh              | Bob à deux femmes       | Susi Erdmann Nicole Herschmann                                    |
| Ski de fond            | 1,5 km poursuite femmes | Viola Bauer                                                       |
| Ski de fond            | Relais 4 ×10 km hommes  | Jens Filbrich Andreas Schlütter Tobias Angerer René Sommerfeldt   |
| Luge                   | Simple femmes           | Silke Kraushaar                                                   |
| Patinage de vitesse    | 500 m femmes            | Sabine Völker                                                     |
| Patinage de vitesse    | 5 000 m hommes          | Jens Boden                                                        |
| Ski alpin              | Combiné                 | Martina Ertl-Renz                                                 |

| Sport               | Médaille d'or, Jeux olympiques | Médaille d'argent, Jeux olympiques | Médaille de bronze, Jeux olympiques | Total |
| ------------------- | ------------------------------ | ---------------------------------- | ----------------------------------- | ----- |
| Biathlon            | 3                              | 5                                  | 1                                   | 9     |
| Patinage de vitesse | 3                              | 3                                  | 2                                   | 8     |
| Luge                | 2                              | 2                                  | 1                                   | 5     |
| Bobsleigh           | 2                              | 1                                  | 1                                   | 4     |
| Ski de fond         | 1                              | 2                                  | 2                                   | 5     |
| Saut à ski          | 1                              | 1                                  | 0                                   | 2     |
| Combiné nordique    | 0                              | 2                                  | 0                                   | 2     |
| Ski alpin           | 0                              | 0                                  | 1                                   | 1     |
| Total               | 12                             | 16                                 | 8                                   | 36    |